# Rip van Winkle (film 1910 Thanhouser)
Rip Van Winkle è un cortometraggio muto del 1910. Il nome del regista non viene riportato nei credit del film.
Il film è uno dei numerosi adattamenti cinematografici dell'omonimo racconto di Washington Irving. Venne interpretato da Frank Hall Crane e dalla giovane Marie Eline.

## Produzione
Il film fu prodotto dalla Thanhouser Film Corporation.

## Distribuzione
Distribuito dalla Motion Picture Distributors and Sales Company, il film - un cortometraggio di una bobina - uscì nelle sale cinematografiche statunitensi il 6 dicembre 1910.